# Kotla Arab Ali Khan
Kotla Arab Ali Khan – miasto w tehsilu Kharian, w okręgu Gujrat, w Pendżabie w Pakistanie.